# Slavomir Miklovš
Mons. Slavomir Miklovš (Đurđevo, Bačka, 16. svibnja 1934. – Novi Sad, 21. srpnja  2011.) bio je vladika Križevačke eparhije.

## Životopis
Slavomir Miklovš bio je podrijetlom iz rusinske obitelji. Pohađao je klasičnu gimnaziju u Rijeci i Pazinu. Teologiju je studirao u Zagrebu.   
Mladu misu slavio je 7. srpnja 1964. u rodnom mjestu Đurđevu u Bačkoj. Također ostaje u duhovnoj službi kao kapelan u Đurđevu do godine 1968.  
Od 1968. do 1969. djeluje kao svećenik u Đurđevu. Postaje u godini 1969. kancelar Križevačke eparhije, također duhovnik u Grkokatoličkom sjemeništu u Zagrebu. Godine 1974. preuzima aktivno djelovanje ekonoma u Križevačkoj eparhiji.
Dana 22. siječnja 1983., proglašen je u Vatikanu vladikom/biskupom grkokatoličke Eparhije Križevci. Za vladiku križevačkoga imenovan je 2. veljače 1983. godine, a biskupsku posvetu primio je 25. ožujka 1983. godine. Od 21. svibnja 1983. službeno djeluje kao vladika Križevačke eparhije, sve do odlaska u mirovinu 2009. godine. Preminuo je 21. srpnja 2011. godine u Novom Sadu u 77. godini života. Pokopan je dana 23. srpnja 2011. godine u grkokatoličkoj katedrali sv. Nikole u Ruskom Krsturu.

## Pogledaj
- Grkokatolička Crkva u Hrvatskoj
- Križevačka biskupija
- Marčanska biskupija